# Ragade
Le ragadi sono ulcerazioni lineari della pelle o delle mucose.

## Descrizione
La ragade è caratterizzata da un andamento lineare e profondo nel connettivo dei tessuti colpiti.
Viene determinata da una lacerazione delle mucose che a sua volta può essere causata da un errato ripiegamento della mucosa stessa, da un'infezione o dalla scialorrea. Possono formarsi agli angoli della bocca, dietro l'orecchio, intorno al capezzolo, nella regione anale, in qual caso si parla di ragade anale. 
In allattamento possono formare addirittura una raggiera su tutto l'apice del seno se la suzione e l'attacco del neonato non sono corretti. 
In particolare quando si manifesta nell'orifizio anale, si avverte, quale complicazione collaterale, l'ipertono dello sfintere, consistente in uno stato doloroso e indurito dei fasci muscolari che circondano l'ano e che governano l'espulsione delle feci (defecazione).
Queste lesioni, per la loro natura, tendono a  cicatrizzare con difficoltà divenendo croniche.